# Aedes ramirezi
Aedes ramirezi är en tvåvingeart som beskrevs av Vargas och Robert Jack Downs 1950. Aedes ramirezi ingår i släktet Aedes och familjen stickmyggor. Inga underarter finns listade i Catalogue of Life.